# Xi Aihua
Xi Aihua (kinesiska: 奚 爱华), född den 27 januari 1982 i Shouguang i Kina, är en kinesisk roddare.
Hon tog OS-guld i scullerfyra i samband med de olympiska roddtävlingarna 2008 i Peking.